# STD (火薬学)
STD (Shock Waves to Detonation Transition) とは、爆薬に直接的に臨界衝撃波圧力が加わった場合に衝撃波背後で爆轟が誘起される現象である。
異種または同一火薬類の間での殉爆や砲弾間の殉爆がこの現象によって発生する。
爆薬の爆轟には2km/s程度の低速度で伝播する準安定な爆轟と、3～9km/sの速度の安定な爆轟の2種類があり、前者を低速爆轟（LVD：Low Velocity Detonation）、後者を高速爆轟（HVD：High Velocity Detonation）と言う。